# Толедо, Ваутер
Ваутер Толедо (нидерл. Wouter Toledo; 17 мая 1944 года, Гаага — 21 июля 2018) — фигурист из Нидерландов, участник зимних Олимпийских игр 1964 года.
Дважды чемпион Нидерландов среди юниоров, затем (в 1958—1964 годах) семь раз подряд чемпион Нидерландов в мужском одиночном катании.
Первый нидерландский фигурист, принявший участие в чемпионатах Европы. По окончании карьеры работал тренером.

## Спортивные достижения
| Соревнования/Сезоны     | 1958 | 1959 | 1960 | 1961 | 1962 | 1963 | 1964 |
| ----------------------- | ---- | ---- | ---- | ---- | ---- | ---- | ---- |
| Зимние Олимпийские игры |      |      |      |      |      |      | WD   |
| Чемпионаты мира         |      |      |      |      |      | 19   | 19   |
| Чемпионаты Европы       | 18   | 17   |      | 12   | 20   | 14   | 14   |
| Чемпионаты Нидерландов  | 1    | 1    | 1    | 1    | 1    | 1    | 1    |

* WD = Снялся с соревнований из-за травмы